# Michael Anastassiades
Michael Anastassiades, född 1967, är en designer uppvuxen på Cypern och bosatt i London. Han grundade sin designstudio 1994 och har sedan dess arbetat med varumärken såsom svenska Svenskt Tenn, lamptillverkaren Floss, glastillverkaren Verreum och designern Ilse Crawford. Anastassiades är skolad inom industriell design och som ingenjör på London's Royal College of Art och Imperial College. Ofta beskrivs Anastassiades stil som att hans lampor, speglar och bord rör sig i gränslandet mellan industriell design och dekorativ konst.